# Serviço Meteorológico do Canadá
O Serviço Meteorológico do Canadá ( MSC ; em francês:  Service météorologique du Canada – SMC) é uma divisão da Environment and Climate Change Canada, que fornece principalmente informações meteorológicas públicas e previsões do tempo e avisos sobre condições meteorológicas severas e outros perigos ambientais. A MSC também monitora e conduz pesquisas sobre clima, ciência atmosférica, qualidade do ar, quantidades de água, gelo e outras questões ambientais. A MSC opera uma rede de estações de rádio em todo o Canadá, transmitindo informações meteorológicas e ambientais 24 horas por dia, chamada Weatheradio Canadá.

## História

### Observações Privadas
Antes de 1840, as observações meteorológicas no Canadá eram feitas por particulares, outras entidades (como HBC) e exploradores, mas essas informações não eram fornecidas ao público em geral.

### Observatório Magnético e Meteorológico de Sua Majestade
Em 1840, oficiais britânicos (British Ordnance Department) e a Royal Society estabeleceram um observatório em Toronto, Canadá Oeste, um dos poucos em todo o Império Britânico e provavelmente inspirado no Observatório Real de Greenwich.

### Serviço Meteorológico do Domínio
O observatório de Toronto terminou em 1853, mas o governo do Canadá assumiu o serviço e continuou coletando dados climáticos. Em 1º de maio de 1871, o Governo do Canadá estabeleceu o Serviço Meteorológico do Canadá, concedendo uma bolsa de US$ 5.000 ao Professor GT Kingston da Universidade de Toronto para estabelecer uma rede de observações meteorológicas. Essas informações foram coletadas e disponibilizadas ao público a partir de 1877. O MSC foi então designado para o Departamento de Marinha e Pesca.

### Divisão Meteorológica da Divisão de Serviços Aéreos
De 1936 a 1946, os serviços atribuídos ao Departamento de Transporte como a Divisão Meteorológica da Seção de Serviços Aéreos e como Seção Meteorológica de 1956.

### Serviço Ambiental Atmosférico e Serviço Meteorológico do Canadá
Em 1971, o Serviço Meteorológico Canadense foi estabelecido pelo Departamento de Meio Ambiente (Environment Canada) em 1971. O AES foi renomeado posteriormente como Serviço Meteorológico do Canadá.

## Organização
Existem atualmente seis escritórios públicos de previsão do tempo:
- Storm Prediction Centre (Vancouver)[4] em Vancouver, Colúmbia Britânica (anteriormente Pacific and Yukon Storm Prediction Centre)
- Storm Prediction Center (Edmonton)[4] em Edmonton, Alberta (anteriormente uma parte do Prairie and Arctic Storm Prediction Center)
- Storm Prediction Center (Winnipeg)[4] em Winnipeg, Manitoba (anteriormente uma parte do Prairie and Arctic Storm Prediction Center)
- Ontario Storm Prediction Centre (Toronto)
- Centro de previsão de tempestades de Quebec (Montreal, Quebec)
- Atlantic Storm Prediction Center ( Dartmouth, Nova Scotia). O Atlantic Storm Prediction Center também abriga o Centro Canadense de Furacões e administra o Newfoundland and Labrador Weather Office Gander, Terra Nova and Labrador.

Existem dois centros dedicados à previsão do tempo na aviação: Canadian Meteorological Aviation Centre-East, localizado em Montreal, e Canadian Meteorological Aviation Centre-West, localizado em Edmonton.
A MSC também opera o Centro Meteorológico Canadense, que tem a tarefa de fornecer orientação de previsão, e o Serviço de Gelo Canadense, que fornece observações e previsões de gelo para os marinheiros. Em apoio aos militares do Canadá, alguns meteorologistas MSC são destacados para o Departamento de Defesa Nacional (Canadá).
O Serviço Meteorológico do Canadá foi certificado pela ISO9001: 2000 para o seu Programa de Monitoramento Hidrométrico.

## Chefes do Observatório/MSC
- 1840, Tenente CJB Riddell, Royal Artillery
- 1841, Capitão JG Younghusband
- 1841-1853, Capitão Sir John Henry Lefroy
- 1853–1855, Professor John Bradford Cherriman, Diretor Provisório do Observatório de Toronto
- 1855–1880, Professor GT Kingston, Diretor do Observatório de Toronto, Superintendente do MSC
- 1880–1894, Charles Carpmael, Diretor
- 1894–1929, Sir R. Frederick Stupart, Diretor
- 1929–1946, John Patterson MAFRCS, Diretor
- 1946–1959, Andrew Thomson D.Sc., MA OBE, Controlador da Divisão Meteorológica
- 1959–1964, Patrick D. McTaggart-Cowan DSc LLD MBE, Diretor da Divisão Meteorológica
- 1964–1971, JRH Noble, Ministro Assistente, Serviço Ambiental Atmosférico
- 1964-1971, JRH Noble, Administrador, Serviço de Meio Ambiente Atmosférico

## Sedes
- 1840, Old Fort York (Bathurst Street), Toronto, Upper Canada - alojado em barracas não utilizadas
- 1840-1853, Kings 'College, Toronto, Upper Canada / Canada West - ainda localizado no King's College Circle, University of Toronto (ver Toronto Magnetic and Meteorological Observatory)
- 1907–1971, Edifício Meteorológico Dominion, 315 Bloor Street West, Toronto, Ontário - agora Edifício de Admissões e Prêmios, Universidade de Toronto[7]
- 1972 até o presente, 4905 Dufferin Street, Toronto, Ontário (pelos arquitetos Boignon e Armstrong)